# Acygnatha fasciata
Acygnatha fasciata är en fjärilsart som beskrevs av George Francis Hampson 1898. Acygnatha fasciata ingår i släktet Acygnatha och familjen nattflyn. Inga underarter finns listade i Catalogue of Life.